# Brunsvique
Brunsvique (em alemão: Braunschweig; em  baixo saxão: Brunswiek), é uma cidade do centro-norte da Alemanha localizada no estado da Baixa Saxônia, às margens do rio Oker.
Brunsvique é uma cidade independente (kreisfreie Stadt, ou distrito urbano: Stadtkreis), possuindo estatuto de distrito (Kreis).

## História
A primeira menção escrita do nome ("Brunesguik") aparece no ano 1031. Mas, durante escavações arqueológicas realizadas em 1972, foram encontrados restos de igrejas, as quais, estima-se, foram construídas entre os anos 850 e 900. 
A história de Braunschweig está intimamente ligada à dinastia dos Guelfos (Welfen): no século XII, o duque Henrique, o Leão, declarou que Braunschweig seria sua residência oficial, transformando o local em cidade hanseática e poderoso centro comercial. O castelo de Dankwarderode, a catedral de St. BlasIi e a estátua do leão na praça do castelo (Burgplatz) lembram essa grande figura da história da cidade. Durante a regência de Otto IV, também da linhagem dos Guelfos, Braunschweig tornou-se cidade imperial e, portanto, um dos mais importantes centros da Europa. Até o século XX, a dinastia dos Guelfos continuou a marcar o desenvolvimento da cidade, promovendo construções e também a ciência e a arte.
Durante o século XVII até meados do século XIX, foi capital do Ducado de Brunsvique-Luneburgo,Brunswick é também a terra natal do notório matemático Carl Friedrich Gauss.
Centro comercial e industrial, possui estabelecimentos dedicados aos ramos de alimentos, estamparia, máquinas, metalurgia e automóveis. 
A Catedral de São Brás, concluída em 1194, é um destacado exemplo do estilo românico.